# Astra A-100
Astra A-100 je španska polavtomatska pištola, ki deluje v načinu SA/DA, med letoma 1990 in 2006 pa jo je izdelovalo špansko podjetje Astra-Unceta y Cia SA. V ZDA je pištolo tržilo podjetje European American Armory
Za varnost pri tej pištoli je poskrbljeno na treh nivojih. Pištola ima tako vzvod za varno spuščanje kladivca, blokado udarne igle in varovalko kladivca. A-100 je naslednica pištol Astra A-80 in A-90.
Edina država, ki je pištole A-80, A-90 ter A-100 v manjšem obsegu uporabljala v svojih enotah je bil Libanon.